# Pessocosma bistigmalis
Pessocosma bistigmalis is een vlinder uit de familie van de grasmotten (Crambidae), uit de onderfamilie van de Spilomelinae. De wetenschappelijke naam van deze soort is voor het eerst voorgesteld als Lepyrodes bistigmalis door William Burgess Pryer in een publicatie uit 1877.
De soort komt voor in China.